# بی‌سکوت صدایی نیست
«بی سکوت، صدایی نیست» (به انگلیسی: No Sound Without Silence) آلبومی از د اسکریپت است که در ۱۲ سپتامبر ۲۰۱۴ منتشر شد.